# Stephen Langton

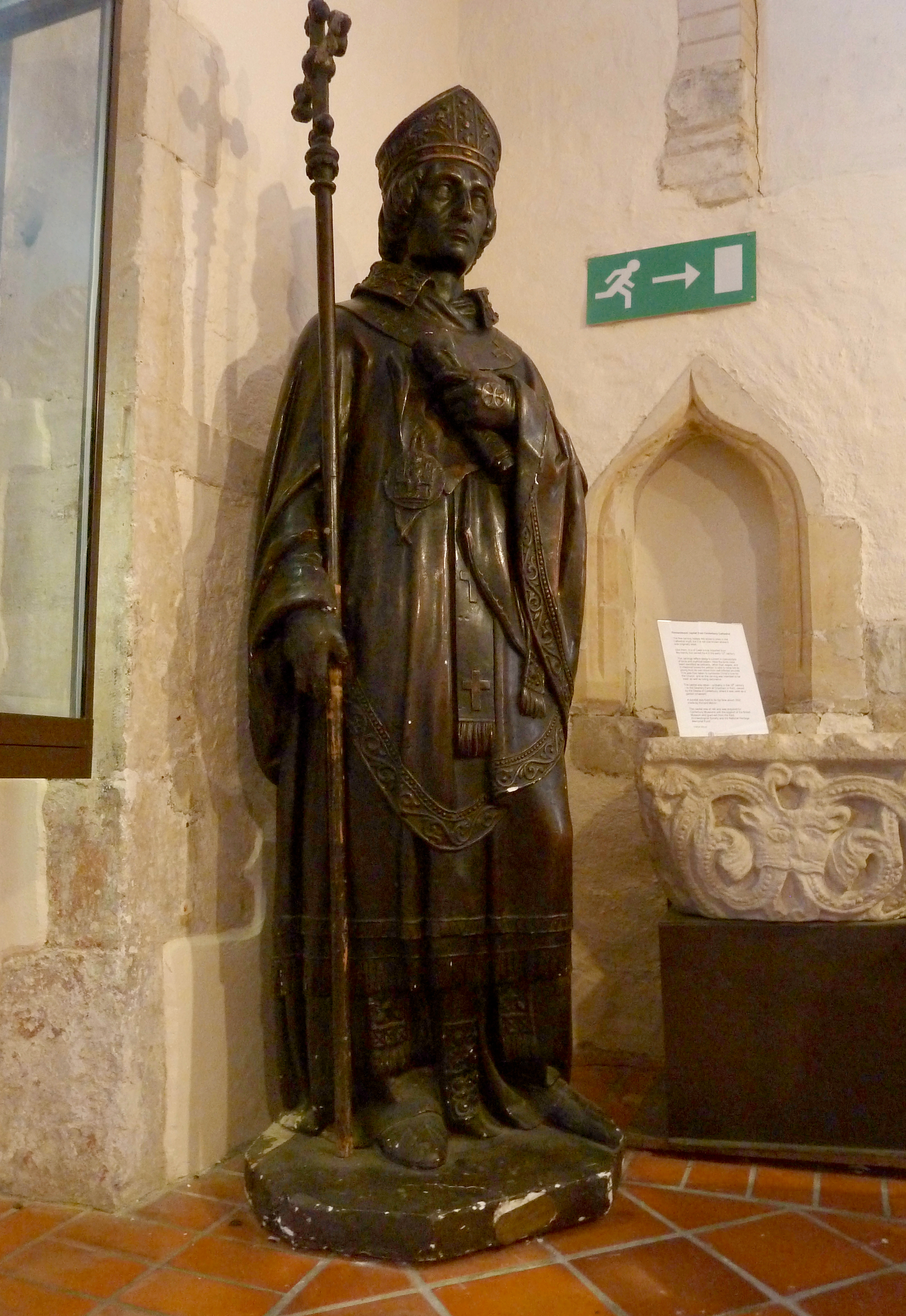
Bronze de Stephen Langton

Stephen Langton (c. 1150 - 9 de juliol de 1228) fou un teòleg, cardenal i arquebisbe de Canterbury entre el 1207 i el 1228.
Fou nomenat arquebisbe de Canterbury; tanmateix, el rei Joan sense Terra no acceptà el seu nomenament, per la qual cosa hagué de passar sis anys a l'exili a França. Allà compongué el text Veni, Sancte Spiritus, que més endavant es convertí en la seqüència de Pentecosta. A la seva tornada de l'exili i davant les arbitrarietats del rei, reuní el juny de 1215 els nobles a Runnymeade per debatre'n la situació. Allà s'hi redactà un document que reglava els drets bàsics sobre els imposts, el procés degut per als acusats de crims i la protecció legal per a l'Església. El document es coneix com la Carta Magna.
Stephen Langton introduí la divisió de la Bíblia en capítols i versicles, tal com es coneix avui.